# PCManFM
PCManFM (PCMan File Manager) — стандартный файловый менеджер среды LXDE с открытым исходным кодом, представляющей собой набор приложений, независимых друг от друга, но объединённых принципом экономии ресурсов. Продукт разрабатывается тайваньским программистом Hong Jen Yee (кит. 洪任諭), разработчиком графической среды LXDE.
В 2010 году полностью переписан с нуля.
В среде LXQt версия программы для Qt называется PCManFM-Qt.

## Возможности
- Полная поддержка GVFS с беспрепятственным доступом к удалённым файловым системам (возможность обработки sftp://, webdav://, smb:// и т. д. если установлены связанные с ними серверы GVFS.)
- Миниатюры для изображений (по умолчанию только для локальных изображений) с дополнительной поддержкой EXIF
- Управление рабочим столом - показывает обои и значки на рабочем столе, очень настраиваемо, с возможностью иметь разные обои на каждом рабочем столе и на каждом мониторе

- Закладки - сохранённые места. Вы можете увидеть их в левой панели PCManFM. Видимы из других приложений GTK+.

- Многоязычный (переведён на несколько языков)

- Запускается за одну секунду на обычной машине

- Окна с вкладками (аналогичные вкладкам Firefox)

- Управление томами (монтирование/размонтирование/извлечение - требуется GVFS) с дополнительной настройкой

- Поддержка Drag & Drop

- Файлы можно перетаскивать между вкладками

- Поддержка ассоциации файлов (например, приложение по умолчанию для открытия)

- Режимы просмотра: значки, компактный, миниатюры, подробный.

- Стандартная совместимость (соответствует рекомендациям FreeDesktop.org)

- Чистый и удобный интерфейс (GTK+ 2)

- Поддержка Корзины

- Поддержка виртуальных папок приложений

- Доступно полное редактирование системного меню приложений.

- Расширенный поиск в файловой системе

- Дополнительный режим просмотра с двумя панелями

- Обеспечение полной доступности для инвалидов

- Возможность сохранять разные варианты просмотра для разных папок

- Настраиваемый макет главного окна

- Поддержка сторонних плагинов

- Расширенная поддержка эмуляторов терминала

- Поддержка шаблонов файлов (поддерживаются стили GNOME и KDE) для простого создания новых файлов[2]